# May East
Maria Elisa Capparelli Pinheiro (* 12. September 1952 in São Paulo), auch bekannt unter dem Namen May East, ist eine brasilianische Sängerin und langjährige Aktivistin für Themen der Nachhaltigkeit.

## Leben
Die musikalische Karriere von May East nahm ihren Anfang im Jahr 1981 mit der Band Gang 90 & Absurdettes. 1984 brachten sie ihre erste Single mit dem Titel „Índio / Fire in the jungle“ auf den Markt und nur wenige Monate später folgte ihr erstes Album Remota Batucada. In ihren Stücken verbinden sich spielerisch die traditionellen, brasilianischen Rhythmen mit Elementen aus Rock, Electro und New Wave. In den folgenden 2 Jahren reiste May East bis in die entlegensten Winkel Brasiliens, um sich durch den Kontakt mit der lokalen Bevölkerung für weitere musikalische Projekte inspirieren zu lassen. So hieß das nächste Album dann auch Tabapora (1987 veröffentlicht), gleichnamig wie eine Region im mittleren Westen Brasiliens. 1990 folgte schließlich das vorerst letzte Album, Charites, bevor sie nach England emigrierte und sich 1992 der schottischen Kommune Findhorn anschloss. Hier begann sie sich vertiefter mit Themen der Nachhaltigkeit auseinanderzusetzen und ihr Wissen in Vorlesungen und Seminaren weiterzugeben. Auch musikalisch konnte sie in den späten 1990er Jahren weitere Erfolge verbuchen, es entstanden 3 weitere Alben: Cave of the Heart (1998, mit dem Findhorn Community Chor), Cosmic Breath (2000, mit ihrem Ex-Ehemann Craig Gibsone) und 1001 Faces (2002, Solo-Album).

## Tätigkeit als Aktivistin
May East übernahm eine wichtige Rolle sowohl beim Aufbau der Beziehungen zwischen den Vereinten Nationen und der Findhorn Kommune als auch beim Aufbau der internationalen NGOs Gaia Education und CIFAL Scotland, welche als nordeuropäische Zentrale von UNITAR agiert. In den letzten Jahren förderte sie zudem diverse think-tanks wie z. B. The World Wisdom Council, hat seit 2008 mehrere Transition Trainings initiiert und sich in beratender Funktion für nachhaltige Projekte in Brasilien engagiert.
In den Jahren 2011, 2012 und 2013 war May East dreimal in Folge in der Liste der 100 Global Sustain Ability Leaders von ABC Carbon aufgeführt, welche jährlich 100 Personen weltweit ehrt, die sich im Bereich der nachhaltigen Entwicklung einen Namen gemacht haben.

## Diskografie
mit Gang 90 & Absurdettes
- 1984: Remota Batucada
- 1987: Tabapora
- 1990: Charites

Solo
- 1998: Cave of the Heart (mit dem Findhorn Community Chor)
- 2000: Cosmic Breath (mit Craig Gibsone)
- 2002: 1001 Faces